# Suddie
Suddie ist eine Gemeinde in der Provinz Pomeroon-Supenaam in Guyana. Die Siedlung, die etwa eine Meile von Onderneeming liegt, hat ein kleines Krankenhaus mit überregionaler Bedeutung entlang des Essequibo-Flusses, einen Markt und ein Gericht. Im Ort gibt es eine anglikanische Kirche (St. Anne).

## Persönlichkeiten
- Dilon Heyliger (* 1998), Cricketspieler